# Dictyanthus asper
Dictyanthus asper är en oleanderväxtart som först beskrevs av Philip Miller, och fick sitt nu gällande namn av W. D. Stevens. Dictyanthus asper ingår i släktet Dictyanthus och familjen oleanderväxter. Inga underarter finns listade i Catalogue of Life.